# Младен Каменов
Младен Димитров Каменов е инженер, кмет на община Видин в периода 31 ноември 1991 г. – 31 ноември 1995 г.

## Биография
Роден е на 9 май 1944 г. във Видин, България. Средното си образование завършва във Видинската гимназия през 1962 г., а висше във ВМЕИ „В. И. Ленин“ (София) по специалността „Автоматизация и телемеханика на железопътния транспорт“. През 1968 г. по разпределение започва работа като оператор в Базата за техническо развитие към Министерството на транспорта. През 1978 г. получава научната степен „Кандидат на икономическите науки“. На изборите през 1991 г. се кандидатира и е избран за кмет на община Видин от СДС. От 1996 г. до пенсионирането си през 2004 г. е консултант и обучаващ на свободна практика по въпросите на демократичните промени в местната власт.
През 2009 г. излиза и биографично-философската му книга „Свобода по личен избор“.
Умира на 15 май 2021 г. след дълга борба с онкологично заболяване.

## Награди
Той получава дипломи за участие в национални конкурси по обществени науки за млади научни работници (1977 и 1980) и „Орден на труда“ – златен (1981).